# Кунико
Кунико (итал. Cunico) је насеље у Италији у округу Асти, региону Пијемонт.
Према процени из 2011. у насељу је живело 363 становника. Насеље се налази на надморској висини од 244 м.

## Становништво
| 1936. | 1951. | 1961. | 1971. | 1981. | 1991. | 2001. | 2011. |
| ----- | ----- | ----- | ----- | ----- | ----- | ----- | ----- |
| 942   | 772   | 710   | 553   | 554   | 470   | 497   | 528   |